# Alice Chater
Alice Victoria Rose Chater (Kent, 5 de abril de 1995) é uma cantora, compositora e dançarina britânica. Depois de se divulgar através das redes sociais interpretando diversas canções de sucesso de outros artistas, ela recebeu a proposta para um contrato com a Virgin EMI Records. Desde então, recebeu destaque em colaborações com Iggy Azalea (em "Lola") e Professor Green (em "Got It All"). Com essa última, alcançou o quadragésimo oitavo lugar na UK Singles Charts — principal tabela do Reino Unido.